# 구스또
구스또(Guto)는 CiCi의 도넛 형태의 케이크 상품으로 터키의 ELVAN GDA SAN(AY) VE TCARET AS 가 원산지이다.
밀가루, 설탕, 계란, 식물성 유지, 코코아 파우더, 대두, 전지 분유, 소금, 바닐라향, 초코향 등이 들어간다.

## 특징
도넛 형태의 케이크로 모자이크 형태로 6개의 원을 그리고 있으며 초콜릿이 충전되어 있다.